# TEC Awards
De TEC Awards, een acroniem van 'Technical Excellence and Creativity', is een jaarlijks programma dat de prestaties van audioprofessionals erkent. De prijzen worden uitgereikt om technische innovatieve producten te eren, evenals bedrijven en personen die een belangrijke bijdrage hebben geleverd aan geluid voor televisie, film, opnames, en concerten.
Het programma werd in 1985 opgericht door Mix, een Amerikaans tijdschrift. Vanaf 1990 werden de TEC Awards gestuurd door de TEC Foundation. Er worden prijzen uitgereikt in de categorieën technische en creatieve prestaties.

## Nominatie en uitreiking
De TEC Awards worden handmatig samengesteld door een commissie die bestaat uit 100 professionals uit de industrie. De lijst met genomineerden wordt gepubliceerd op de website van de stichting. Daarna worden de winnaars bekendgemaakt, waarbij de prijsuitreiking plaatsvindt tijdens de jaarlijkse NAMM Show in de Verenigde Staten.